# アングロ ベルギー コーポレーション
ABC またはアングロ ベルギー コーポレーション(Anglo Belgian Corporation)1912年8月26日にヘントで設立されたディーゼルエンジンの製造会社である。ABCは2005年に200から5000 馬力のディーゼルエンジンを生産した。主要な市場は船舶、鉄道、発電である。

## 用途
エンジンは以下の機関車や船舶で使用される:
- ベルギー国鉄のベルギー国鉄77型機関車（英語版）
- ラ・ペルーズのレストラン船